# Arcondo-Nunatak (Grahamland)
Der Arcondo-Nunatak (spanisch Nunatak Arcondo) ist ein Nunatak an der Oskar-II.-Küste des Grahamlands auf der Antarktischen Halbinsel. Er ragt am Ufer des Scar Inlet auf der Jason-Halbinsel auf.
Argentinische Wissenschaftler benannten ihn. Namensgeber ist Pedro Pascual Arcondo, Major der Streitkräfte Argentiniens, befehlshabender Offizier auf der Belgrano-I-Station zwischen 1959 und 1961 und erster argentinischer Fallschirmspringer in der Antarktis, der am 31. Januar 1962 bei einem verunglückten Sprung in der Antarktis ums Leben kam.